# 围仔
围仔是中国广东省广州市从化区的一个自然村。在江埔街道东南面约4千米，属下罗村管辖。民国时建村。1998年时，全村人口35人。